# Samodzielna Zmotoryzowana Dywizja Specjalnego Przeznaczenia NKWD
Samodzielna Zmotoryzowana Dywizja Specjalnego Przeznaczenia NKWD im. Feliksa Dzierżyńskiego – jedna z dywizji wojsk NKWD okresu II wojny światowej. Jej patronem był twórca CzeKi Feliks Dzierżyński (1877–1926). Dywizja była przeznaczona do realizacji zadań specjalnych. Część jej pododdziałów szkoliła się do prowadzenia działań powietrznodesantowych.